# Gun Records
GUN Records (GUN steht für Great Unlimited Noises, englisch für Großer grenzenloser Lärm) war zuletzt ein Sublabel von Sony Music Entertainment, welches sich auf Metal und Alternative spezialisierte.

## Geschichte
GUN Records wurde 1992 gegründet, als der Bertelsmann-Konzern ein Musiklabel für harte Musikrichtungen etablieren wollte. Den Auftrag zur Gründung des Labels bekam der damalige Manager Boggi Kopec, der seinerzeit erfolgreiche deutsche Metalbands wie Kreator, Sodom oder Running Wild managte. Boggi schlug als Geschäftsführer des Labels Wolfgang Funk vor, der zu dieser Zeit bei EMI Marketingmanager für Rock und Metal war. Das neu gegründete Label GUN Records war ein Joint Venture, an dem die Bertelsmann Music Group zur Hälfte beteiligt war, zur anderen Hälfte Kopec und Funk. Das Label hatte seinen Sitz in Bochum und die vollständige Firma des Unternehmens lautete GUN Records Musikproduktions GmbH.
Nach den ersten Bands, die vor allem aus Boggi Kopecs Management stammten, wurde für modernere Metal-Spielarten wie Alternative Rock sowie die Crossover-Strömungen der Neunziger das Sublabel GUN/Supersonic gegründet, welches auch sehr erfolgreiche Vertreter wie Guano Apes oder HIM unter Vertrag nahm. Nach dem Erfolg der moderneren Spielarten auf dem GUN/Supersonic-Label gründete Boggi Kopec parallel das Label Drakkar. Die klassischen Metal-Bands wurden von Drakkar übernommen.
2004 fusionierte die Bertelsmann Music Group mit Sony. 2009 wurde das Label GUN Records aufgelöst.

## Musikalische Ausrichtung
Der musikalische Schwerpunkt des Labels lag im Bereich Rock/Metal/Punk. In regelmäßigen Abstand wurde die CD-Compilations Crossing All Over veröffentlicht. Die erfolgreichsten Acts des Labels war die deutsche Crossover-Band Guano Apes, die Crossover-Band H-Blockx, die Metalband Bullet for My Valentine und die Band HIM.
Der musikalische Schwerpunkt des Sublabes Supersonic lag in den Bereichen Rock/Punk/Singer/Songwriter, sodass der Schwerpunkt nicht nur auf einem Musikgenre lag, so wurden auf diesem Sublabel die Künstler Donots, The Ark, The Alpine, Pascal Finkenauer, Matisyahu und die Backyard Babies veröffentlicht.

## Künstler
- Alien Boys
- Apocalyptica (seit 2009 bei Columbia München)
- Apoptygma Berzerk
- Backyard Babies
- Blackeyed Blonde
- Bullet for My Valentine (seit 2009 bei Sony Music Entertainment)
- Clawfinger
- Depressive Age
- Donots (seit 2007 bei Solitary Man Records)
- Die Happy (seit 2009 bei Columbia München)
- Eagles of Death Metal (seit 2008 bei Universal Music Group)
- Guano Apes
- Hate Squad (seit 2010 bei Massacre Records)
- HIM (seit 2007 bei Warner Music Group)
- H-Blockx (seit 2004 bei X-Cell Records)
- KIM? (seit 2009 bei Columbia München)
- L’Âme Immortelle
- Oomph! (seit 2009 bei Columbia München)
- Pascal Finkenauer
- Richthofen (1999 aufgelöst)
- Running Wild
- SUN
- The Alpine
- The Ark
- Three Days Grace (seit 2009 bei Sony Music Entertainment)
- Van Canto (seit 2009 bei Napalm Records)
- Within Temptation